# Valérie Cabanes
Valérie Cabanes (Pont-l'Abbé, 1969) és una jurista francesa de dret internacional especialitzada en drets humans i dret humanitari coneguda també com a ecologista i assagista. Va participar en la posada en marxa del moviment ciutadà End Ecocide on Earth que defensa el projecte de reconèixer l'ecocidi en el dret penal internacional com un delicte contra la pau i la seguretat humana. Actualment és membre del Consell Assessor de l'ONG Stop Ecocide International i membre del Comitè Directiu de l'Aliança Global pels Drets de la Natura (GARN). També és cofundadora de l'associació Notre affaires à tous, que promou la justícia climàtica i és una de les quatre ONG darrere de la iniciativa francòfona l'affaire du siècle. També va cofundar el programa interactiu Wild Legal, una escola pels drets de la natura.

## Obres
- « Crime climatique et écocide : réformer le droit pénal international », a Crime climatique stop ! : l'appel de la société civile, coordinat per Nicolas Haeringer, Maxime Combes, Jeanne Planche i Christophe Bonneuil, Le Seuil, coll. « Anthropocène », 2015 ISBN 978-2-021283-648
- Un nouveau droit pour la Terre : pour en finir avec l'écocide, amb prefaci de Dominique Bourg, Le Seuil, coll. « Anthropocène », 2016 ISBN 978-2-021328-615,
- « Préface » i « Le crime d'écocide », a Des droits pour la Nature, collectif sous la direction de Samanta Novella, éditions Utopia, coll. « Ruptures », 2016 ISBN 978-2-919160-235
- Homo natura : en harmonie avec le vivant, prefaci d'Edgar Morin, Buchet-Chastel, coll. « Dans le vif », 2017 ISBN 978-2-283030-196,